# It's Too Late (album Wilson Pickett)
| Recensione              | Giudizio |
| ----------------------- | -------- |
| AllMusic                | [ 1 ]    |
| Dizionario del Pop-Rock | [ 2 ]    |
| 24.000 dischi           | [ 3 ]    |

It's Too Late è il primo album del cantante soul statunitense Wilson Pickett, pubblicato dalla Double-L Records nel 1963.
In Italia il disco fu ripubblicato nel 1965 dall'etichetta Roman Record Company (RCP 705) con il titolo di Wilson Pickett.
L'album contiene il primo grande successo della carriera solista di Pickett, It's Too Late (da non confondere con l'omonimo brano di Chuck Willis), che entrò nelle classifiche U.S.A. (luglio 1963) di rhythm and blues (#7) ed in quelle pop (#49).

## Tracce
Lato A
1. If You Need Me – 2:35 (Wilson Pickett, Robert Bateman, Sonny Sanders)
2. I'm Gonna Love You – 2:10 (Robert Bateman)
3. Baby Don't You Weep – 2:09 (Fred Bridges, Harrison Smith)
4. Peacebreaker – 2:37 (Wilson Pickett)
5. I'm Down to My Last Heartbreak – 2:49 (Big Dee Irwin, James Willingham)
6. R.B. Special (Robert's Monkey Bear) – 2:26 (Robert Bateman)

Durata totale: 14:46
Lato B
1. I Can't Stop – 2:32 (Willie Scofield)
2. I'll Never Be the Same – 2:35 (R. Wallace)
3. Baby Call on Me – 2:25 (Don Juan Mancha)
4. Give Your Lovin' Right Now – 2:25 (William Weatherspoon)
5. It's Too Late – 3:03 (Wilson Pickett)

Durata totale: 13:00

## Musicisti
- Wilson Pickett - voce
- Sonny Sanders - conduttore musicale
- Teacho Wiltshire - conduttore musicale